# Associação Ijuiense de Proteção ao Ambiente Natural
Associação Ijuiense de Proteção ao Ambiente Natural, identificada também pela sigla Aipan, é uma ONG ambientalista com sede em Ijuí - RS, uma das primeiras a existir no Brasil, ainda em atividade.

## História
A ONG foi fundada no ano de 1973, em Ijuí, no Rio Grande do Sul, logo depois da criação da Agapan por José Lutzenberger. Desde então se manteve ativa, com períodos de diminuição e aumento de sua vitalidade. Dedicou-se a muitas atividades, inclusive à produção de mudas para arborização urbana e reflorestamento e pautou debates sobre temas como reciclagem e destino do lixo, produção agroecológica e poluição ambiental.
Atualmente a Associação adota uma abordagem socioambiental e acredita na responsabilidade de todos para com a sociedade e a natureza. Centraliza suas atividades na sensibilização, na educação ambiental, na organização de eventos, na proposição de projetos junto ao poder público, na participação em conselhos municipais, na aproximação com outras associações e instituições com as quais tem afinidades e, em menor medida, na denúncia de problemas ambientais locais. Promove, com outras instituições, o debate sobre a Agenda 21 Local.